# 楠藤
楠藤（学名：Mussaenda erosa）为茜草科玉叶金花属下的一个种。